# Новоандреевка (Крым)
Новоандре́евка (до 1923 года Каши́к-Дегирме́н укр. Новоандріївка, крымскотат. Qaşıq Degirmen, Къашыкъ Дегирмен) — село в Симферопольском районе Республики Крым. Центр Новоандреевского сельского поселения (согласно административно-территориальному делению Украины — Новоандреевского сельского совета Автономной Республики Крым).

## Население
| 2001 | 2014  |
| ---- | ----- |
| 2817 | ↘2778 |

Всеукраинская перепись 2001 года показала следующее распределение по носителям языка
| Язык             | Процент |
| ---------------- | ------- |
| русский          | 75,15   |
| украинский       | 19,74   |
| крымскотатарский | 4,22    |
| другие           | 0,6     |

### Динамика численности
| - 1864 год — 9 чел. - 1892 год — 44 чел. - 1902 год — 70 чел. - 1915 год — 0/46 чел. - 1926 год — 132 чел. - 1974 год — 2690 чел. | - 1989 год — 2787 чел. - 2001 год — 2817 чел. - 2009 год — 3231 чел. - 2014 год — 2778 чел. |

## Современное состояние
В Новоандреевке 33 улицы и 1 переулок, площадь села 373,6 гектара, на которой, по данным сельсовета на 2009 год, числился 3231 человек. В селе действуют муниципальное бюджетное общеобразовательное учреждение
«Новоандреевская школа» и детский сад «Солнышко», участковая больница, дом культуры, церковь иконы Божией Матери «Спорительница хлебов». Село связано автобусным сообщением с Симферополем и соседними населёнными пунктами.

## География

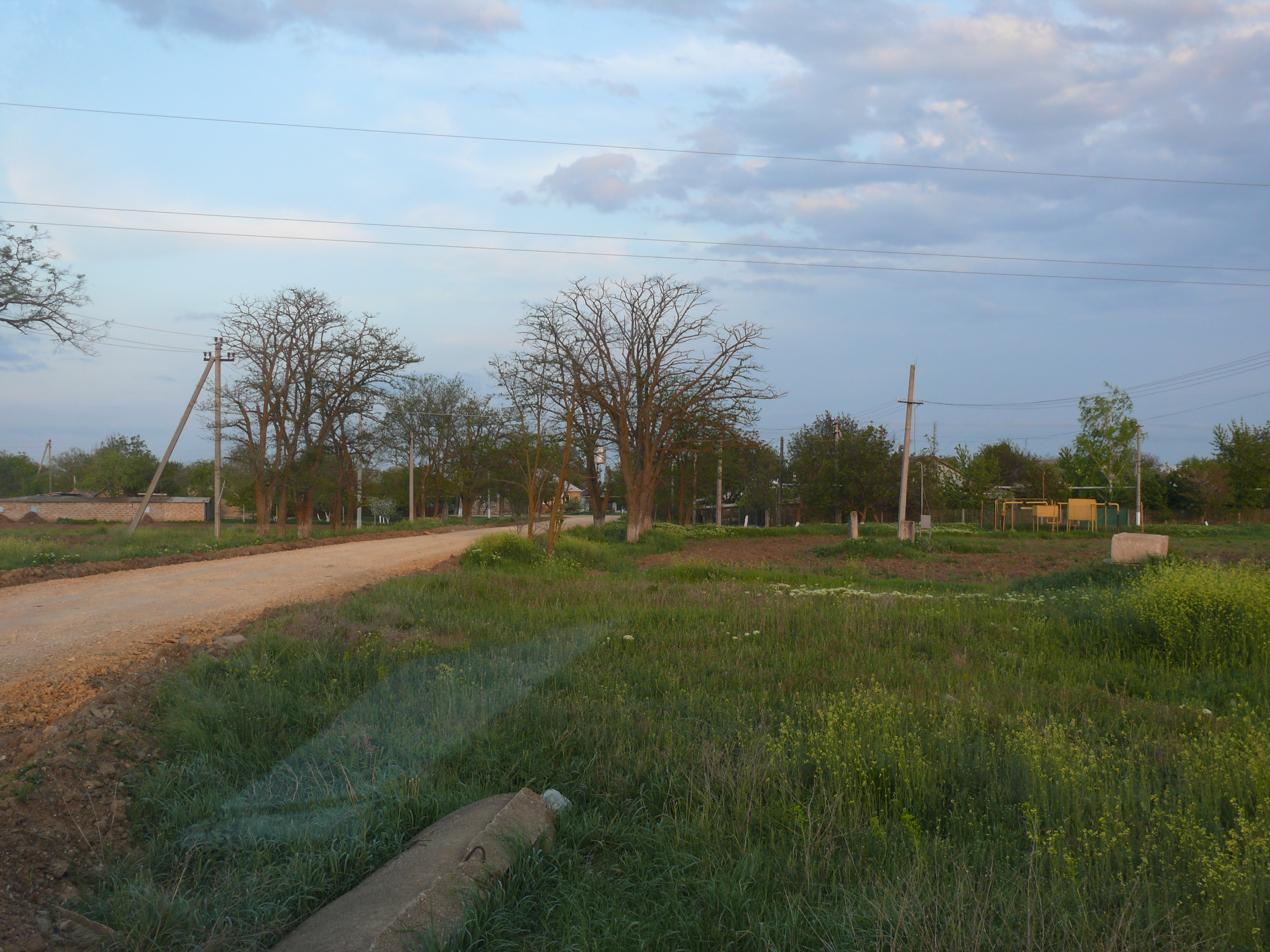
Въезд в село со стороны автотрассы Е—105, М—18

Село Новоандреевка расположено на севере района, в степной зоне Крыма, на обеих берегах Салгира в среднем течении. Расстояние до Симферополя примерно 31 километр (по шоссе), на автодороге 35А-002 граница с Украиной — Симферополь — Ялта (по украинской классификации М-18 Харьков — Симферополь); ближайшая железнодорожная станция Пролётная — в 1 километре, высота центра села над уровнем моря 105 м. Соседние сёла: Сухоречье — около 500 м выше по долине, Пролётное в 1 и Широкое в 3 километрах к западу, Харитоновка в 3 километрах к востоку.

## История
Владельческий хутор Андреевка, или Кашик-Термень, Перекопского уезда, с 2 дворами и 9 жителями при фруктовом саде при реке Салгире, впервые встречается в «Списке населённых мест Таврической губернии по сведениям 1864 года», составленном по результатам VIII ревизии 1864 года, но на карте 1865 года ещё не отмечен, как и не записан (видимо, по незначительности) в «Памятной книге Таврической губернии 1889 года» по результатам Х ревизии 1887 года.
После земской реформы 1890 года, Кашик-Термень отнесли к Бютеньской волости. Согласно «…Памятной книжке Таврической губернии на 1892 год», в экономии Кашик-Термень, находившейся в частном владении, было 44 жителя в 4 домохозяйствах. По «…Памятной книжке Таврической губернии на 1902 год» уже в деревне Кашик-Дегермен числилось 70 жителей в 4 домохозяйствах. По Статистическому справочнику Таврической губернии. Ч.II-я. Статистический очерк, выпуск пятый Перекопский уезд, 1915 год, в деревне Кашчик-Дегермен Бютеньской волости Перекопского уезда числилось 6 дворов (1 двор с землёй, 5 — безземельные) с татарским населением в количестве 46 человек «посторонних» жителей, из которых 27 мужчин и 19 женщин. Жители владели 313 десятинами удобной земли. В хозяйствах имелось 20 лошадей, 6 коров и 55 голов мелкого скота.
После установления в Крыму Советской власти и учреждения 18 октября 1921 года Крымской АССР, в составе Симферопольского уезда был образован Сарабузский район, в состав которого включили усадюбу Кашик-Дегирмен, а в 1922 году уезды получили название округов. 11 октября 1923 года, согласно постановлению ВЦИК, в административное деление Крымской АССР были внесены изменения, в результате которых был ликвидирован Сарабузский район и село, получившее название Ново-Андреевка, основанная в 1923 году на месте экономии, включили в состав Симферопольского. Согласно Списку населённых пунктов Крымской АССР по Всесоюзной переписи 17 декабря 1926 года, в селе Ново-Андреевка, центре Ново-Андреевского сельсовета Симферопольского района, числилось 27 дворов, из них 20 крестьянских, население составляло 132 человека, из них 117 русских, 8 украинцев, 5 немцев, 2 эстонца. Постановлением КрымЦИКа «О реорганизации сети районов Крымской АССР» от 15 сентября 1930 года был создан немецкий национальный Биюк-Онларский район, лишённый статуса национального постановлением Оргбюро ЦК КПСС от 20 февраля 1939 года (с 1944 года — Октябрьский район), в который включили село вместе с сельсоветом.
В 1944 году, после освобождения Крыма от фашистов, 12 августа 1944 года было принято постановление № ГОКО-6372с «О переселении колхозников в районы Крыма», по которому в район из Винницкой и Киевской областей переселялись семьи колхозников. С 25 июня 1946 года Новоандреевка в составе Крымской области РСФСР, а 26 апреля 1954 года Крымская область была передана из состава РСФСР в состав УССР. Время включения в состав Амурского сельсовета сельсовета пока не установлено: на 15 июня 1960 года село уже числилось в его составе.
Указом Президиума Верховного Совета УССР «Об укрупнении сельских районов Крымской области», от 30 декабря 1962 года Новоандреевку присоединили к Красногвардейскому району, а с 1 января 1965 года, указом Президиума ВС УССР «О внесении изменений в административное районирование УССР — по Крымской области», включили в состав Симферопольского. В период с 1965 по 1968 год был восстановлен Новоандреевский сельсовет.
В период с 1954 по 1960 годы к Новоандреевке присоединили близлежащие села — Алексеевку, Каменку и Марьевку (на 1960 год сёла в списках уже не значатся) (согласно справочнику «Крымская область. Административно-территориальное деление на 1 января 1968 года» — с 1954 по 1960 год). По данным переписи 1989 года в селе проживало 2787 человек. С 12 февраля 1991 года село в восстановленной Крымской АССР, 26 февраля 1992 года переименованной в Автономную Республику Крым. С 21 марта 2014 года в составе Крыма аннексирована Россией.